# Düsseldorfer Symphoniker
Die Düsseldorfer Symphoniker sind das Konzertorchester der Landeshauptstadt Düsseldorf und neben den Duisburger Philharmonikern eines von zwei Orchestern der Deutschen Oper am Rhein.

## Geschichte
Düsseldorfer Orchesterkultur ist schon fast 400 Jahre lang nachweisbar. Seit 1614 Residenzstadt, entwickelte sich Düsseldorf zu einem Zentrum barocken Musiklebens mit einer weit über die Grenzen berühmten Hofkapelle, der Musiker wie Georg Friedrich Händel und Arcangelo Corelli Besuche abstatteten. Die Mitglieder der Hofmusik bildeten nach der Auflösung des Düsseldorfer Hofes ab 1720 in Mannheim den Stamm für das Mannheimer Orchester, das zur Wiege des modernen Orchesterklangs werden sollte.
In Düsseldorf blieb die Musikpflege in den Händen der Bürgerschaft. Im Mai 1818 formierte sich der Städtische Musikverein im Rahmen des 1. Niederrheinischen Musikfestes. Friedrich August Burgmüller wurde als erster „Städtischer Musikdirektor“ verpflichtet, zu seinen Nachfolgern zählten unter anderem Felix Mendelssohn Bartholdy und Robert Schumann. 1864 wurden 34 Musiker offiziell in den Dienst der Stadt übernommen. Heute haben die Düsseldorfer Symphoniker 130 Planstellen, von denen zurzeit 130 besetzt sind. Das Orchester repräsentiert für die Landeshauptstadt Düsseldorf den Bereich Symphonische Musik.
Anlässlich des 150-jährigen Bestehens der Düsseldorfer Symphoniker wurde am 7. Februar 2014 im Rahmen eines konzertanten Festaktes der Große Saal der Tonhalle Düsseldorf zur Ehrung ihres ehemaligen Musikdirektors in Mendelssohn-Saal umbenannt.

## Dirigenten

### Generalmusikdirektoren
Die Reihe der Musikdirektoren/Generalmusikdirektoren umfasst
- Friedrich August Burgmüller (1812–1824)
- 1824 bis 1833 blieb die Stelle offiziell vakant, Interimsmusikchefs: Louis Spohr und Ferdinand Ries
- Felix Mendelssohn Bartholdy (1833–1835)
- Julius Rietz (1835–1847)
- Ferdinand Hiller (1847–1850)
- Robert Schumann (1850–1854)
- Julius Tausch (1854–1890)
- Julius Buths (1890–1908)
- Karl Panzner (1908–1923)
- Georg Schnéevoigt (1924–1925)
- Hans Weisbach (1925–1933)
- Hugo Balzer (1933–1945)
- Heinrich Hollreiser (1945–1952)
- Eugen Szenkar (1952–1960)
- Jean Martinon (1960–1965)
- Rafael Frühbeck de Burgos (1966–1971)
- Henryk Czyż (1971–1974)
- Willem van Otterloo (1974–1977)
- Bernhard Klee (1977–1987)
- David Shallon (1987–1993)
- Salvador Mas i Conde (1993–1999)
- John Fiore (2000–2008)
- Andrey Boreyko (2009–2014)
- Ádám Fischer (Erster Konzertdirigent) (seit 2015)

### Gastdirigenten (Auswahl)
- Karl Böhm
- Alberto Erede
- Antal Dorati
- Christoph Eschenbach
- Nikolai Alexeev
- Zdeněk Mácal
- Sir Roger Norrington
- Axel Kober
- Mario Venzago
- Bruno Weil
- Hans Wallat
- Dmitrij Kitajenko
- Sir John Eliot Gardiner
- John Neal Axelrod
- Sir Neville Marriner
- Sir Charles Groves

## Konzerte
Das Orchester hat im Jahr 42 Konzertauftritte in der Tonhalle Düsseldorf, darunter 36 Symphoniekonzerte und weitere Familien-, Sonder- und Galakonzerte sowie 224 Opernaufführungen in der Deutschen Oper am Rhein. Konzertreisen und Gastspiele führten die Düsseldorfer Symphoniker zu den Wiener Festwochen (1998, Uraufführung der Oper Beuys von Franz Hummel), in das Große Festspielhaus Salzburg, zu den Ludwigsburger Schlossfestspielen, zum Flandern Festival, an das Théâtre de la Monnaie in Brüssel, das Bolschoi-Theater Moskau, in die Kölner Philharmonie, die Alte Oper Frankfurt am Main u. a. Im September 2001 unternahmen die Düsseldorfer Symphoniker eine 10-tägige Konzerttournee durch China. Im Jahr 2005 gastierten die Musiker in Japan, gaben ihr Debüt im Concertgebouw Amsterdam und fuhren erneut nach Salzburg.

## Aufnahmen
Neueste CD-Einspielungen umfassen eine CD mit Werken von und mit Noam Sheriff, und Live-Mitschnitte von Konzerten unter der Leitung von John Fiore. Die letzte im Handel erschienene CD mit der Strauss’schen Tondichtung Also sprach Zarathustra wurde von der Presse überschwänglich besprochen. Die vorliegende Diskografie enthält darüber hinaus Opernmitschnitte und Einspielungen mit dem Städtischen Musikverein zu Düsseldorf e. V. gegr. 1818.

## Gesellschaftliche Tätigkeiten
Neben der Konzerttätigkeit ist dem Orchester die pädagogische Arbeit sehr wichtig. In steter Zusammenarbeit mit Schulen werden fächerübergreifend Themen rund um Musik und Komponisten behandelt und Workshops für junge Musiker angeboten. Schultourneen des Orchesters und Schulbesuche von einzelnen Orchestermusikern gehören ebenso zum Alltag wie Probenbesuche von Schulklassen. Seit der Spielzeit 2001/2002 bieten die Düsseldorfer Symphoniker an verschiedenen Vormittagen Jugendkonzerte an, die von den jeweiligen Dirigenten moderiert werden.
Um besonders Schülern und Studenten den Besuch eines Konzertes zu ermöglichen, kosten alle Eintrittskarten zu Veranstaltungen der Düsseldorfer Symphoniker für diese Gruppe nur 5 Euro.
Außerdem unterstützen die Düsseldorfer Symphoniker das Jugendsinfonieorchester der Tonhalle bei seinen Proben und in der Programmgestaltung.